# Darnay Holmes
Darnay Darius Robert Holmes (Pasadena, 23 giugno 1998) è un giocatore di football americano statunitense che milita nel ruolo di cornerback per i Las Vegas Raiders della National Football League (NFL).

## Carriera

### New York Giants
Holmes al college giocò a football a UCLA dal 2017 al 2019. Fu scelto nel corso del quarto giro (110º assoluto) del Draft NFL 2020 dai New York Giants. Debuttò come professionista nella gara del primo turno contro i Pittsburgh Steelers mettendo a segno 2 tackle. La sua stagione da rookie si concluse con 29 placcaggi, 0,5 sack e un intercetto.
Il 30 novembre 2021 Holmes fu inserito in lista riserve/infortunati per un infortunio ad una costola rimediato dopo aver intercettato un passaggio del quarterback Jalen Hurts nella gara del dodicesimo turno contro i Philadelphia Eagles. Concluse così anzitempo la sua seconda stagione da professionista in cui fece 11 presenze, di cui quattro come titolare, totalizzando 29 tackle, di cui 21 in solitaria, un intercetto e due passaggi deviati.
Il 20 marzo 2024 Holmes rifirmò con i Giants ma al termine della preparazione per la nuova stagione non riuscì a rientrare nel roster attivo iniziale e il 27 agosto 2024 fu svincolato. 

### Las Vegas Raiders
Il 28 agosto 2024 firmò con i Las Vegas Raiders. In stagione giocò 16 gare, di cui una come titolare, totalizzando 30 tackle, di cui 14 in solitaria, tre passaggi deviati e un sack.
Il 18 marzo 2025 rifirmò per un altro anno con i Raiders.